# Kevin Shea
Kevin Shea (Twin Cities, 1973) is een Amerikaanse jazz-drummer, actief in de New Yorkse improv- en experimentele muziek-scenes.
Shea studeerde aan Berklee College of Music en speelde in de avant-garde-band Storm & Stress, waarmee hij 1997 en 2000 platen opnam voor Touch & Go Records. Hij werkte onder meer met Daniel Carter en speelde mee op meer dan vijftig platen, waaronder albums van Coptic Light en, recent, Rhys Chatham. Hij is lid van verschillende groepen, zoals Talibam!, en vormt een duo met Peter Evans. Hij heeft opgetreden in Nederland (bijvoorbeeld op het ZXZW Festival in Tilburg) en België (Kraakfestival).